# Куоррі (серіал)
Куоррі (англ. Quarry) — американський неонуарний кримінальний драматичний телесеріал, заснований на романах Макса Аллана Коллінса. У лютому 2015 року компанія Cinemax замовила перший сезон із восьми серій  . Серіал був створений для телебачення Гремом Горді та Майклом Д. Фуллером, а режисером став Грег Яйтанес. Хоча основним місцем дії серіалу є Мемфіс, його знімали що у Мемфісі, то і в Новому Орлеані. Прем'єра серіалу на Cinemax відбулася 9 вересня 2016 року. У травні 2017 року було оголошено про закриття серіалу.

## Синопсис
«Куоррі» — це історія про Мак Конвея, морського піхотинця, який повертається додому до Мемфіса з В'єтнаму в 1972 році та виявляє, що його уникають ті, кого він любить, і демонізує публіка. Насилу впоравшись зі своїм досвідом війни, Конвей втягується в мережу вбивств і корупції, яка охоплює всю довжину річки Міссісіпі.

## Актори та персонажі

### Головні ролі
- Логан Маршалл-Грін — Ллойд МакКіннон «Мак» Конвей молодший / Куоррі, морський піхотинець, який повертається додому в Мемфіс після двох турів у В’єтнамі [1]
- Джоді Бальфур у ролі Джоні Конвей, дружини Мака та репортера мемфіської газети. [1]
- Деймон Герріман — Бадді [1]
- Едоардо Баллеріні — Карл [1]
- Ніккі Амука-Берд — Рут Соломон, близька подруга Джоні та дружина Артура Соломона [1]
- Аойбхін МакГінніті — Мері
- Мустафа Шакір — Мойсей, поплічник «Брокера».
- Пітер Маллан — Брокер [1]

### Актори другого плану
- Джеймі Гектор у ролі Артура Соломона, найкращого друга Мака, який також служив у морській піхоті під час війни у В’єтнамі та чоловіка Рут.[1]
- Скіп Саддат — Ллойд, батько Мака.[1]
- Курт Єгер в ролі Саггса
- Хеппі Андерсон — детектив Верн Ретліфф
- Джош Рендалл в ролі детектива Томмі Олсена, співробітника поліції Мемфіса.
- Олафур Даррі Олафссон — Креденс Мейсон
- Енн Дауд у ролі Наомі, матері Бадді.
- Том Нунан в ролі Олдкасла
- Метт Нейбл в ролі Терстона
- Джошуа Дж. Вільямс в ролі Маркуса
- Кейлі Ронейн в ролі Сенді Вільямс
- Хевіленд Морріс в ролі С'юзан

## Виробництво
У квітні 2013 року компанія Cinemax замовила пілот. У лютому 2015 року Quarry отримав замовлення на вісім серій, а зйомки почалися 30 березня 2015 року.

## Епізоди
| № епізоду | Назва                         | Режисер     | Сценаристи                    | Дата виходу      |
| --------- | ----------------------------- | ----------- | ----------------------------- | ---------------- |
| 1         | "Ти не сумуєш за своєю водою" | Грег Єйтенс | Грехем Горді, Майкл Д. Фуллер | 9 вересня, 2016  |
| 2         | "Цифра чотири"                | Грег Єйтенс | Майкл Д.Фуллер, Грехем Горді  | 16 вересня, 2016 |
| 3         | "Рот повний осколків"         | Грег Єйтенс | Грехем Горді, Майкл Д. Фуллер | 23 вересня, 2016 |
| 4         | "Рідко усвідомлюється"        | Грег Єйтенс | Майкл Д.Фуллер, Грехем Горді  | 30 вересня, 2016 |
| 5         | "Кавовий блюз"                | Грег Єйтенс | Дженіфер Шур                  | 7 жовтня, 2016   |
| 6         | "Діла його були розпорошені"  | Грег Єйтенс | Макс Аллан Коллінз            | 14 жовтня, 2016  |
| 7         | "Карнавал душ"                | Грег Єйтенс | Грехем Горді, Майкл Д. Фуллер | 21 жовтня, 2016  |
| 8         | "Тече палаюча вода"           | Грег Єйтенс | Майкл Д.Фуллер, Грехем Горді  | 28 жовтня, 2016  |

## Відгуки
Перший сезон отримав загалом позитивні відгуки телевізійних критиків. На вебсайті агрегатора рецензій Rotten Tomatoes рейтинг схвалення першого сезону становить 75% на основі 24 рецензій із середнім рейтингом 7,06/10. Критичний консенсус сайту полягає в тому, що «відмінної обстановки Quarry та інтригуючих персонажів достатньо, щоб компенсувати похмуру історію, яка намагається постійно переконливо використовувати свої активи». Metacritic, який використовує нормалізований рейтинг, дав першому сезону оцінку 72 зі 100 на основі 15 критиків, вказуючи на «загалом схвальні відгуки».

## Домашні медіа
Перший сезон був випущений на Blu-ray і DVD 14 лютого 2017 року  .